# デ・レーケ堰堤 (木津川市)

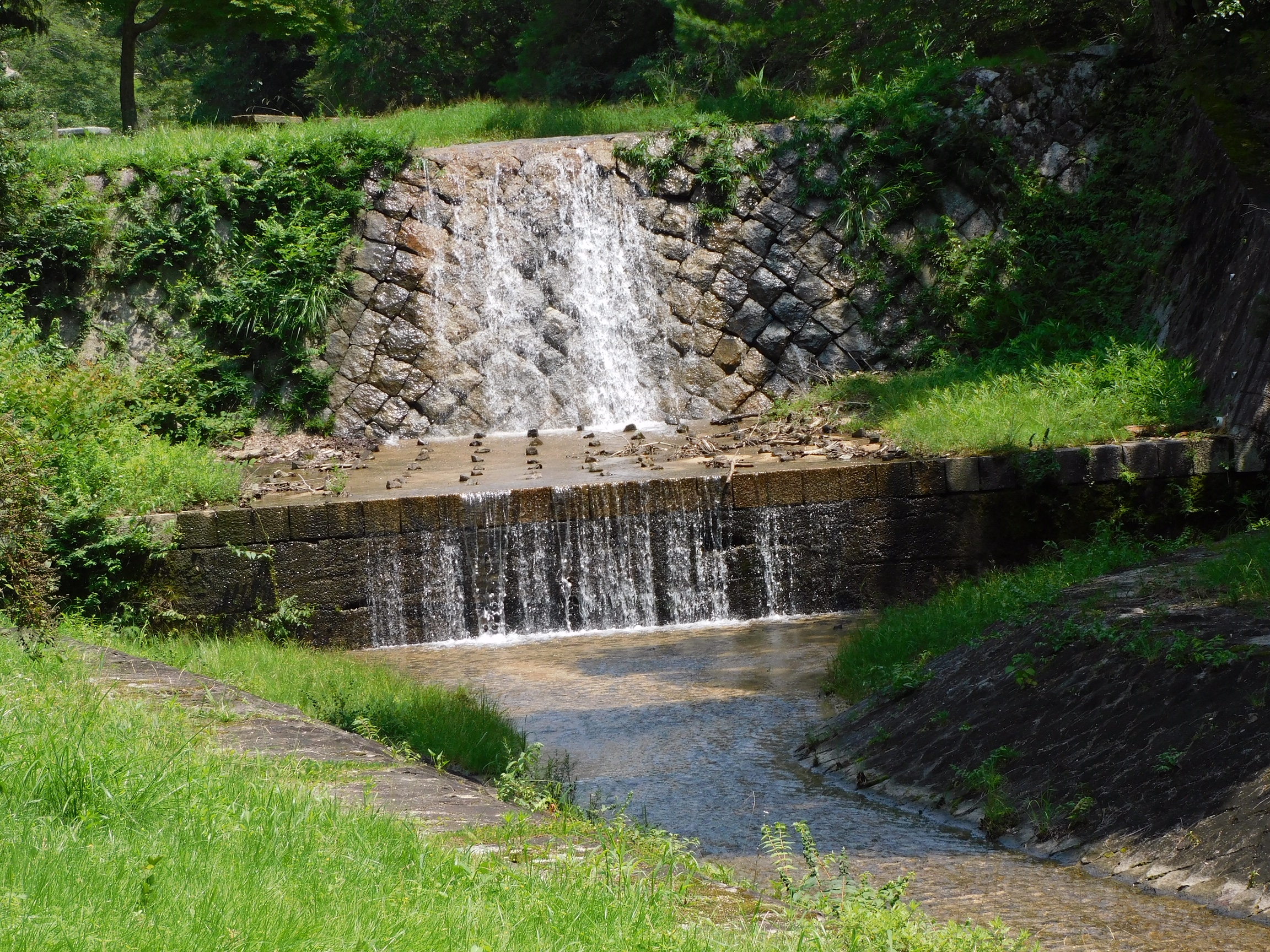
不動川砂防歴史公園内の堰堤

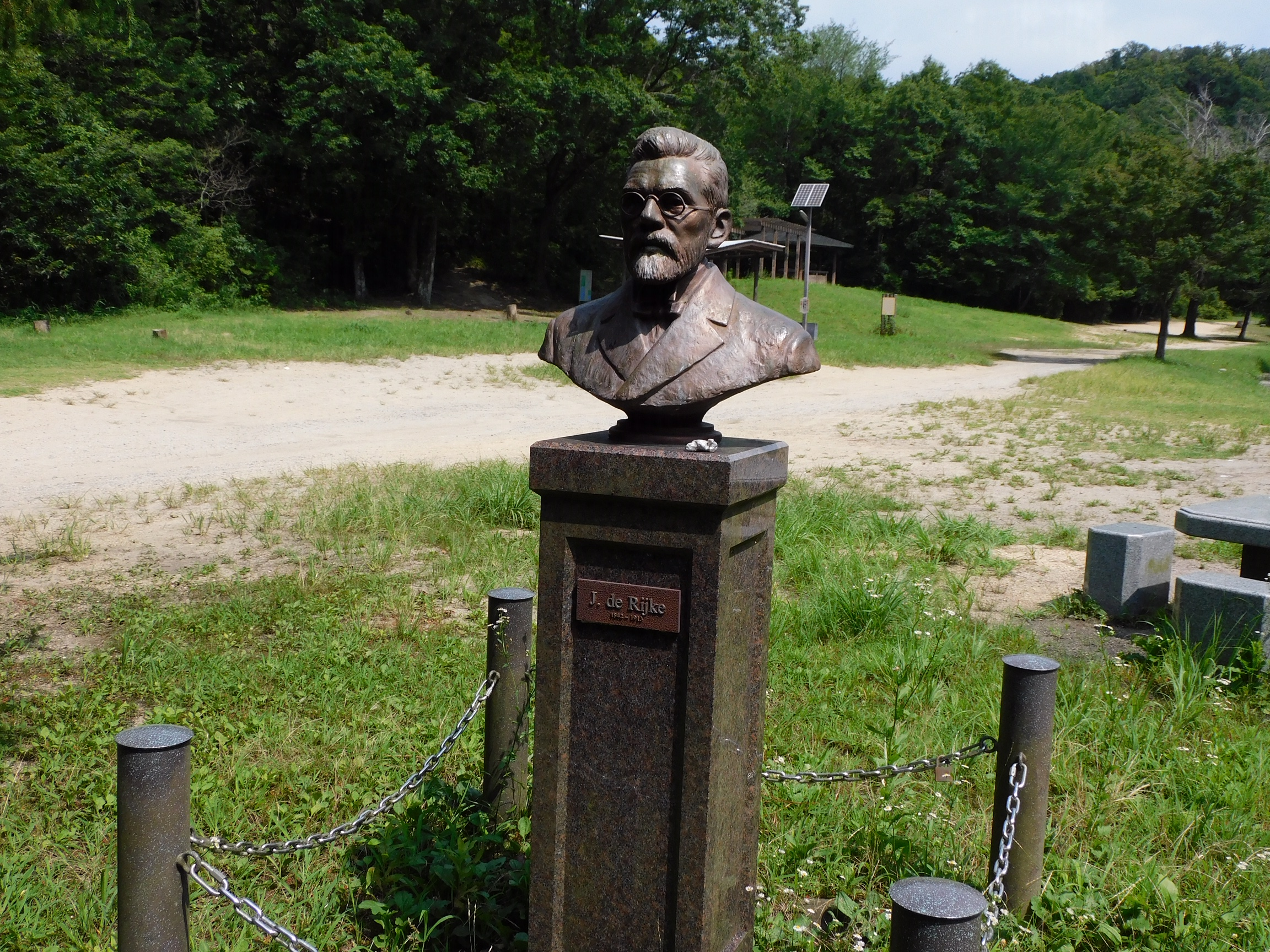
不動川砂防歴史公園におかれたデ・レーケの銅像

デ・レーケ堰堤（デ・レーケえんてい）は、京都府木津川市山城町にある石積みの砂防堰堤（堰堤） である。

## 概要
1874年（明治7年）ごろから明治末期にかけて淀川への土砂流出を防ぐ目的で建造された。明治政府が招聘したオランダ人技術者ヨハネス・デ・レーケが近代土木技術を用いて指揮・監督して構築された日本最初の近代砂防堰堤で、京都府有形文化財に指定されている。

## 歴史
1870年（明治3年）ごろ外国から蒸気の外輪船が輸入されたが、淀川の河口付近は砂州が多く航行が困難だった。この状況を改善するため、同年オランダより技術者を招聘した。1874年（明治7年）淀川への土砂の流入を防ぐため水源産地の砂防の強化が必須であるという結論に達した。デ・レーケはそのために低い山々の谷に木・石・土などで堰堤を築くことを提言した。同年デレーケは不動川をさかのぼる本谷の渓谷に大堰堤を築き、上流からの土砂を食い止め水をためて、山々に水気の供給を図る大工事を行ったが、工事は困難を極めた。1875年（明治8年）3月から6月にかけて不動川支流の相谷で全16種類の工法を用い試験的な砂防工事を行った。この工費は2393円46銭2厘であった。この工事を含め様々な取り組みにより、地元をはじめ大坂や河内平野の人々を悩ませた不動川水源からの土砂流送は明治末年にはほぼ防止できた。
1953年（昭和28年）8月の南山城水害によって決壊。
1982-1987年度に京都府によりデ・レーケ堰堤のある不動川上流域が「不動川砂防歴史公園」として整備された。
1997年に石積み堰堤8基が「不動川砂防施設　1構」として京都府の有形文化財に指定され、2009年に不動川砂防歴史公園が近代化産業遺産群・続33の構成遺産の一つに認定された。

## 所在地
- 京都府木津川市山城町平尾[2]

## アクセス
- 最寄り駅　JR西日本　奈良線　棚倉駅